# Белау (Херцогтум Лауенбург)
Белау (њем. Bälau) град је у њемачкој савезној држави Шлезвиг-Холштајн. Једно је од 131 општинског средишта округа Херцогтум Лауенбург. Према процјени из 2010. у граду је живјело 238 становника. Посједује регионалну шифру (AGS) 1053005.

## Географски и демографски подаци
Белау се налази у савезној држави Шлезвиг-Холштајн у округу Херцогтум Лауенбург. Град се налази на надморској висини од 36 метара. Површина општине износи 6,5 km². У самом граду је, према процјени из 2010. године, живјело 238 становника. Просјечна густина становништва износи 37 становника/km².